# Campionato Italiano Rally Terra
Il Campionato Italiano Rally Terra (molto spesso abbreviato come CIRT) è una delle massime serie rallistiche nazionali, e la più importante per quel che riguarda i rally su fondo sterrato.
Organizzato da ACI Sport, è composto da una serie di prove di rally sul territorio nazionale e San Marino, che assegnano al termine di ogni stagione il titolo di campione della specialità.

## Descrizione
Il Campionato Italiano Rally Terra è composto da un numero variabile di gare che vengono disputate in varie regioni italiane tra la primavera e l'autunno; è spesso incluso anche il Rally di San Marino.
Il Campionato nasce nel 2017 come evoluzione del precedente Trofeo Rally Terra.
Grandi piloti, italiani e non, si sono affrontati lungo le prove speciali di questo Campionato, ed ha visto tra gli anni, eventi di fama mondiale nel calendario, come il Rally di Sardegna, o il Rally di Monza.
Negli anni più recenti il CIRT è diventato anche serie propedeutica per giovani piloti che hanno mosso qui i primi passi a livello nazionale ed internazionale puntando ad una partecipazione in pianta stabile nel in campionati anche al di fuori dei confini.

## Albo d'oro
| Stagione | Pilota              | Navigatore               | Auto                                         |
| -------- | ------------------- | ------------------------ | -------------------------------------------- |
| 2017     | Andrea Dalmazzini   |                          | Ford Fiesta R5                               |
| 2018     | Mauro Trentin       | Alice De Marco           | Škoda Fabia R5                               |
| 2019     | Stéphane Consani    | Jean Thibault De la Haye | Škoda Fabia R5                               |
| 2020     | Marco Bulacia       | Marcelo Der Ohannesian   | Škoda Fabia R5 Škoda Fabia Rally2 evo        |
| 2021     | Paolo Andreucci     |                          | Škoda Fabia Rally2 evo                       |
| 2022     | Paolo Andreucci     | Rudy Briani              | Škoda Fabia Rally2 evo                       |
| 2023     | Paolo Andreucci     | Rudy Briani              | Škoda Fabia Rally2 evo Škoda Fabia RS Rally2 |
| 2024     | Alberto Battistolli | Simone Scattolin         | Škoda Fabia RS Rally2                        |

### Plurivincitori
- 3 volte: Paolo Andreucci